# Єльцовка (аеродром)
Єльцовка — експериментальний аеродром у місті Новосибірську, випробувальна база «Новосибірського авіаційного заводу імені В. П. Чкалова».
Аеродром здатний приймати літаки Ан-124 «Руслан» (за разовими дозволами Росавіації), Іл-76 (з неповним завантаженням), Іл-86, Ту-154, Ту-204 і все легші, а також гелікоптери всіх типів. Класифікаційне число ЗПС (PCN) 22/R/B/W/T. Регламент роботи аеродрому: з понеділка до п'ятниці 02.00-08.30 UTC.
Аеродром допущений також до прийому повітряних суден цивільної авіації, включений до Державного реєстру цивільних аеродромів та вертодромів Російської Федерації (Сертифікат Росавіації № АД 00017 від 26.11.2014 р., термін дії до 26.11.2019 р.), може використовуватися як аеропорт (для вантажних рейсів).
У грудні 2017 року Новосибірський аеродром цивільної авіації Єльцовка було закрито для обслуговування повітряних суден.